# Maciej Mroczek
Maciej Zbigniew Mroczek (ur. 1 kwietnia 1973 w Zielonej Górze) – polski ekonomista i polityk, doktor nauk o bezpieczeństwie, poseł do Sejmu VII kadencji.

## Życiorys
Jest absolwentem Wyższej Szkoły Zarządzania i Bankowości w Poznaniu, gdzie w 1999 ukończył studia magisterskie z bankowości. Ukończył również studia podyplomowe z rachunkowości na Akademii Ekonomicznej w Poznaniu (2002) oraz kontroli i audytu w Państwowej Wyższej Szkole Zawodowej w Sulechowie (2003). W 2017 na Akademii Sztuki Wojennej uzyskał stopień naukowy doktora nauk społecznych w dyscyplinie nauk o bezpieczeństwie na podstawie pracy pt. Determinanty prawne i organizacyjne wykorzystania nowych technologii kosmicznych w systemie bezpieczeństwa narodowego w aspekcie przystąpienia Polski do Europejskiej Agencji Kosmicznej.
Pracował w biurze audytorskim i w księgowości. Później zatrudniony na samodzielnym stanowisku w dziale kontrolingu Telekomunikacji Polskiej w Warszawie. W przeszłości był członkiem Sojuszu Lewicy Demokratycznej. Został członkiem zarządu i skarbnikiem stowarzyszenia Ruch Poparcia Palikota, a w czerwcu 2011 członkiem partii Ruch Palikota.
Kandydował w wyborach do Sejmu RP w 2011 z 1. miejsca na liście Ruchu Palikota w okręgu wyborczym nr 8 w Zielonej Górze i uzyskał mandat posła na Sejm VII kadencji. Oddano na niego 15 335 głosów (4,61% głosów oddanych w okręgu). W październiku 2013, w wyniku przekształcenia Ruchu Palikota, został działaczem partii Twój Ruch. W marcu 2015, po rozpadzie klubu poselskiego TR, znalazł się w kole Ruch Palikota. W wyborach w 2015 nie uzyskał poselskiej reelekcji. W lipcu 2018 przystąpił do Platformy Obywatelskiej. W wyborach samorządowych w 2018 bezskutecznie kandydował z ramienia Koalicji Obywatelskiej do sejmiku lubuskiego. Został pełniącym obowiązki dyrektora Stołecznego Centrum Sportu Aktywna Warszawa.

## Życie prywatne
Jest kawalerem. Zamieszkał w Warszawie. Ma dwoje dzieci: córkę Aleksandrę i syna Tymona.